# Срби у Венецуели
Срби у Венецуели су сви држављани српског порекла или особе које су рођене у Србији, а бораве у Венецуели.
Већина српског становништва иселила се у Венецуелу након Другог светског рата због немаштине, неслагања са тадашњим комунистичким режимом, а касније због посла, када су Југославија и Венецуела створиле пријатељске односе. Процена популације Срба у Венецуели варира између 1.000 и 2.000 лица.
1955. године основане је Српска православна заједница у Каракасу, а касније је изграђена и Српска православна црква, 1966. године, на чијем званичном отварању је присуствовао Петар II Карађорђевић. Српско друштво у Арагви основано је 1961. године од стране групе имиграната који су у земљу стигли из бивше Југославије. Српско друштво направљено је како би се очували и промовисали обичаји, религија, култура, као и фолклор Србије, са свим заједницама у држави.
У Венецуели постоје две парохије Српске православнце цркве : Парохија светог Ђорђа у Каракасу и парохија светог Јована Крститеља у Маракају. Храм Светог Ђорђа у Каракасу саградили су браћа Радиша и Боро Иванић, који су родом из Огара у Срему. Радишина супруга Раиса је кључар цркве, као и председник Кола српских сестара у Венецуели.
Једни од познатијих Срба су архитекта и сликар Слободан Лале Јањић, пореклом из Београда, венецуелански играч бејзбола Мигел Соколовић српског порекла, Верушка Љубисављевић, мис Венецуеле 2017. Срби у Венецуели углавном раде као индустријски радници, трговци, занатлије и угоститељи.
Дипломатски односи између Србије и Венецуеле успостављени су 1951. године, а 2015. године Венецуела је гласа против пријема Косова у Унеско.